# RACE The Official WTCC Game
RACE（RACE The Official WTCC Game）は、世界ツーリングカー選手権（WTCC）を題材にしたレースゲームである。「WTCC」となって以後の同選手権を題材にした初のゲームでもあり、国際自動車連盟（FIA）の公認を得ている。
開発はFIA-GT選手権を題材にした「GTR」（2005年3月発売）、1960年代から1970年代にかけてのGT選手権、ツーリングカー選手権を題材にした「GT Legends」（2005年11月発売）などの開発実績があるSimBin社、発売はアイドス社である。
ゲームは2006年の世界ツーリングカー選手権を基にしており、同年10月にスペイン・バレンシアサーキットで開催された第9ラウンドまでのドライバー、車種と、同年の最終ラウンド開催地であるマカオを含めた10のサーキットが使用できる。
2006年10月27日に体験版が公開され、同年11月24日にヨーロッパ（イギリス、ドイツ、フランス）で発売された。
またValve CorporationのSteamを通じたダウンロード販売も行われている。
続編としてRACE: Caterham Expansion、RACE 07の2本が発売されている。

## サーキット
以下の10サーキットが収録されている。
- モンツァ（イタリア）
- マニクール（フランス）
- ブランズハッチ（イギリス）
- オッシャースレーベン（ドイツ）
- クリチバ（ブラジル）
- プエブラ（メキシコ）
- ブルノ（チェコ）
- イスタンブール（トルコ）
- バレンシア（スペイン）
- ギア・サーキット（マカオ）

題材となっている世界ツーリングカー選手権は、F1世界選手権や2輪のロードレース世界選手権（MotoGP）のようなゲーム化されることの多い他の世界選手権とは異なる比較的に国際的な知名度に乏しいサーキットで主に開催されることもあって、クリチバとプエブラの2つのサーキットはこのゲームで市販のレースゲームの中では初めて再現された。
上記の内、モンツァ、マニクール、オッシャースレーベン、ブルノの各サーキットについては、開発メーカーのSimBin社は、本ゲーム以前に前年の「GTR」ですでに開発実績があった。

## 追加要素
2006年の世界ツーリングカー選手権の車種の他、オマケとして、同選手権のサポートレース「MINIチャレンジ」で使用されるMINI（BMW MINI）、1987年の同選手権から、アルファロメオ75ターボ、BMW M3が使用可能となっている。